# 分区表
在IBM PC兼容机上，术语分区表多与主引导记录（MBR）硬盘分区表相关，但也可以指其他将硬盘划分为分区的“格式”，例如：GUID分区表（GPT），Apple Partition Map（APM），或BSD磁盘标签。
另一种指代分区表的术语为分区图。